# Юзефово (Остроленцький повіт)
Юзефово (пол. Józefowo) — село в Польщі, у гміні Ґоворово Остроленцького повіту Мазовецького воєводства.
Населення — 110 осіб (2011).
У 1975-1998 роках село належало до Остроленцького воєводства.

## Демографія
Демографічна структура станом на 31 березня 2011 року:
|          | Загалом | Допрацездатний вік | Працездатний вік | Постпрацездатний вік |
| -------- | ------- | ------------------ | ---------------- | -------------------- |
| Чоловіки | 54      | 8                  | 43               | 3                    |
| Жінки    | 56      | 9                  | 35               | 12                   |
| Разом    | 110     | 17                 | 78               | 15                   |